# Pierwszy rząd Ilira Mety
Pierwszy rząd Ilira Mety – rząd Albanii od 29 października 1999 do 12 września 2001.

## Skład rządu
| #  | Funkcja                                            | Portret | Imię i nazwisko         | Kadencja             | Kadencja             | Partia polityczna | Partia polityczna                    |
| #  | Funkcja                                            | Portret | Imię i nazwisko         | Od                   | Do                   | Partia polityczna | Partia polityczna                    |
| -- | -------------------------------------------------- | ------- | ----------------------- | -------------------- | -------------------- | ----------------- | ------------------------------------ |
| 1  | Premier                                            |         | Ilir Meta (1969–)       | 29 października 1999 | 12 września 2001     |                   | Socjalistyczna Partia Albanii        |
| 2  | Wicepremier                                        |         | Makbule Ceco (1948–)    | 29 października 1999 | 12 września 2001     |                   | Socjalistyczna Partia Albanii        |
| 3  | Minister finansów                                  |         | Anastas Angjeli (1956–) | 29 października 1999 | 12 września 2001     |                   | Socjalistyczna Partia Albanii        |
| 4  | Minister robót publicznych i budownictwa           |         | Arben Demeti (1962–)    | 29 października 1999 | 7 lipca 2000         |                   | Partia Demokratycznego Sojuszu       |
| 4  | Minister robót publicznych i budownictwa           |         | Ilir Zela (1970–)       | 7 lipca 2000         | 8 listopada 2000     |                   | Socjalistyczna Partia Albanii        |
| 4  | Minister robót publicznych i budownictwa           |         | Spartac Poci (1949–)    | 8 listopada 2000     | 12 września 2001     |                   | Socjalistyczna Partia Albanii        |
| 5  | Minister rolnictwa i żywności                      |         | Lufter Xhuveli (1941–)  | 29 października 1999 | 12 września 2001     |                   | Enwironmentalistyczna Partia Agrarna |
| 6  | Minister edukacji i nauki                          |         | Ethem Ruka (1947–)      | 29 października 1999 | 12 września 2001     |                   | Socjalistyczna Partia Albanii        |
| 7  | Minister współpracy gospodarczej i handlu          |         | Ermelinda Meksi (1957–) | 29 października 1999 | 12 września 2001     |                   | Socjalistyczna Partia Albanii        |
| 8  | Minister spraw zagranicznych                       |         | Paskal Milo (1949–)     | 29 października 1999 | 12 września 2001     |                   | Socjaldemokratyczna Partia Albanii   |
| 9  | Minister porządku publicznego i spraw wewnętrznych |         | Spartak Poçi (1949–)    | 29 października 1999 | 8 listopada 2000     |                   | Socjalistyczna Partia Albanii        |
| 9  | Minister porządku publicznego i spraw wewnętrznych |         | Ilir Gjoni (1962–)      | 8 listopada 2000     | 12 września 2001     |                   | bezpartyjny                          |
| 10 | Minister obrony                                    |         | Luan Hajdaraga (1948–)  | 29 października 1999 | 7 lipca 2000         |                   | Socjalistyczna Partia Albanii        |
| 10 | Minister obrony                                    |         | Ilir Gjoni (1962–)      | 7 lipca 2000         | 8 listopada 2000     |                   | bezpartyjny                          |
| 10 | Minister obrony                                    |         | Ismail Lleshi           | 8 listopada 2000     | 12 września 2001     |                   | Socjalistyczna Partia Albanii        |
| 11 | Minister transportu                                |         | Ingrid Shuli (1948–)    | 29 października 1999 | 22 maja 2000         |                   | Socjaldemokratyczna Partia Albanii   |
| 11 | Minister transportu                                |         | Sokol Nako (1970–)      | 22 maja 2000         | 20 kwietnia 2001     |                   | Partia Unii na rzecz Praw Człowieka  |
| 11 | Minister transportu                                |         | Viktor Doda (1955–)     | 20 kwietnia 2001     | 12 września 2001     |                   | Socjalistyczna Partia Albanii        |
| 12 | Minister sprawiedliwości                           |         | Ilir Panda              | 29 października 1999 | 7 lipca 2000         |                   | bezpartyjny                          |
| 12 | Minister sprawiedliwości                           |         | Arben Imani (1958–)     | 7 lipca 2000         | 12 września 2001     |                   | Partia Demokratycznego Sojuszu       |
| 13 | Minister zdrowia                                   |         | Leonard Solis (1962–)   | 29 października 1999 | 12 września 2001     |                   | Partia Unii na rzecz Praw Człowieka  |
| 14 | Minister pracy i spraw społecznych                 |         | Makbule Ceco (1948–)    | 29 października 1999 | 12 września 2001     |                   | Socjalistyczna Partia Albanii        |
| 15 | Minister samorządu lokalnego                       |         | Bashkim Fino (1962–)    | 29 października 1999 | 12 września 2001     |                   | Socjalistyczna Partia Albanii        |
| 16 | Minister kultury, młodzieży i sportu               |         | Edi Rama (1964–)        | 29 października 1999 | 19 października 2000 |                   | bezpartyjny                          |
| 16 | Minister kultury, młodzieży i sportu               |         | Esmerelda Uruci         | 19 października 2000 | 12 września 2001     |                   | bezpartyjna                          |
| 17 | Minister gospodarki i prywatyzacji                 |         | Zef Preci               | 29 października 1999 | 15 stycznia 2000     |                   | Socjalistyczna Partia Albanii        |
| 17 | Minister gospodarki i prywatyzacji                 |         | Mustafa Muci (1971–)    | 15 stycznia 2000     | 12 września 2001     |                   | Socjalistyczna Partia Albanii        |
| 18 | Minister stanu                                     |         | Prec Zogaj (1957–)      | 29 października 1999 | 15 stycznia 2000     |                   | Socjalistyczna Partia Albanii        |
| 18 | Minister stanu                                     |         | Ilir Zela (1957–)       | 15 stycznia 2000     | 7 lipca 2000         |                   | Socjalistyczna Partia Albanii        |
| 18 | Minister stanu                                     |         | Ndre Legisi (1958–)     | 7 lipca 2000         | 12 września 2001     |                   | Socjalistyczna Partia Albanii        |